# Cantonul Laroque-Timbaut
Cantonul Laroque-Timbaut este un canton din arondismentul Agen, departamentul Lot-et-Garonne, regiunea Aquitania, Franța.

## Comune
| Comune                 | Populație (1999) | Cod poștal | Cod INSEE |
| ---------------------- | ---------------- | ---------- | --------- |
| Cassignas              | 120              | 47340      | 47050     |
| Castella               | 334              | 47340      | 47053     |
| La Croix-Blanche       | 843              | 47340      | 47075     |
| Laroque-Timbaut        | 1.516            | 47340      | 47138     |
| Monbalen               | 412              | 47340      | 47171     |
| Saint-Robert           | 188              | 47340      | 47273     |
| Sauvagnas              | 471              | 47340      | 47288     |
| La Sauvetat-de-Savères | 527              | 47270      | 47289     |